# Ǟ
Ǟ, ǟ – litera rozszerzonego alfabetu łacińskiego, powstała poprzez połączenie litery A z dierezą i makronem. Wykorzystywana jest w języku liwońskim. Oznacza dźwięk [æː], tj. samogłoskę prawie otwartą przednią niezaokrągloną w iloczasie. 

## Kodowanie
| Znak                   | Ǟ                                                | Ǟ                                                | ǟ                                              | ǟ                                              |
| ---------------------- | ------------------------------------------------ | ------------------------------------------------ | ---------------------------------------------- | ---------------------------------------------- |
| Nazwa w Unikodzie      | Latin capital letter A with diaeresis and macron | Latin capital letter A with diaeresis and macron | Latin small letter A with diaeresis and macron | Latin small letter A with diaeresis and macron |
| Kodowanie              | dziesiątkowo                                     | szesnastkowo                                     | dziesiątkowo                                   | szesnastkowo                                   |
| Unicode                | 478                                              | U+01DE                                           | 479                                            | U+01DF                                         |
| UTF-8                  | 199 158                                          | c7 9e                                            | 199 159                                        | c7 9f                                          |
| Odwołania znakowe SGML | &#478;                                           | &#x01DE;                                         | &#479;                                         | &#x01DF;                                       |